# Hoël I.
Hoël I. († ermordet 981) war Graf von Nantes und Herzog der Bretagne von 960 bis 981.

## Leben
Hoël war ein unehelicher Sohn von Herzog Alain II. und Judith. Nach dem Tod von Drogo, dem ehelichen Sohn Alains, zersplitterte die bretonische Regierung unter den führenden Adligen. Beweise für die zersplitterte Führung finden sich in Briefen von Papst Johannes XIII. an die Bretagne, der sich an „Judicael Berengar und seinen Sohn Conan sowie an Hoël und seinen Bruder Guérech“ wendet.
Im Jahr 975 geriet Hoël I. in einen Konflikt mit Conan I. Le Tort, dem Grafen von Rennes, Sohn von Judicael Berengar und späterem Herzog der Bretagne nach Hoël und seinem Bruder Guérech. Conan I. kontrollierte den Norden und betrachtete sich als Herrscher der Bretagne. Die Armee Hoëls wurde durch die Truppen von Geoffrey I. von Anjou ergänzt, während die Armee von Conan I. von den Truppen des Hauses Blois unterstützt wurde. Bei Conquereuil kam es zu einer Schlacht, in der Geoffrey Conan I. besiegte. Das militärische Ergebnis der Schlacht war jedoch unentschieden, da in den Chroniken von Nantes und Mont St. Michel unterschiedliche Ergebnisse verzeichnet sind.
Im Jahr 981 setzte sich Hoël I. erfolgreich dafür ein, dass sein Bruder Guérech zum Bischof von Nantes gewählt wurde, um den verstorbenen Gualtherus zu ersetzen.

## Familie
Der Name der Ehefrau von Hoël I. ist unbekannt. Mindestens zwei seiner Kinder sind bekannt:
- Judicaël (um 979–1004) – er wurde Graf von Nantes und war der Vater von Budic und Judith von Nantes
- Hoël

## Tod
981 wurde Hoël I. während Guérechs Besuch beim Metropoliten von Tours, der die Kontrolle über alle Bischöfe in der Bretagne ausübte, von Galuron auf Befehl von Conan I. ermordet. Guérech verließ sein Bistum Nantes, bevor er zum Bischof geweiht wurde, und wurde zum Grafen von Nantes gewählt.